# Kikötői híd
A Kikötői híd (szlovákul Prístavný most, 1993-ig Duklai hősök hídja, szlovákul Most hrdinov Dukly) kétszintes közúti-vasúti híd Pozsonyban, Pozsonyligetfalu és Főrév között. A város legkeletebbi hídja a téli kikötő bejáratánál található. Felül a D1-es autópálya, alul a Pozsony–Pándorfalu- és a Pozsony–Hegyeshalom-vasútvonal közös szakasza halad. Hossza 599,4 m, a felhajtókkal együtt 1080 m. Legutóbb 2008-ban újították fel.
Szlovákia legforgalmasabb hídján naponta 120 ezer gépkocsi halad át, mivel a pozsonyi hídfő sok ingázó lakosa naponta kétszer használja. Rendszeresen vannak rajta dugók.

## Külső hivatkozások
- Kikötői híd a Structurae oldalán
- Webkamera